# Anarhichadidae
Famille
Les Anarhichadidae sont une famille de poissons-loups, de l'ordre des Perciformes. 

## Description
Ce sont des poissons allongés, presque serpentiformes (mais ils possèdent des nageoires pectorales, contrairement aux murènes, par exemple). Leur très grosse tête est pourvue d'une mâchoire très puissante, et leur bouche est garnie de plusieurs rangées de dents solides, recouvrant même le palais : tout cela leur permet de se nourrir d'animaux à la coque très dure, comme de gros bivalves ou des oursins. 
Ce sont des poissons presque benthiques : ils demeurent souvent posés sur le fond, généralement dans une grotte, et sont de mœurs relativement cryptiques. 

## Liste des genres et espèces
Selon World Register of Marine Species (20 mars 2014) :
- Anarhichas Linnaeus, 1758 
  - Anarhichas denticulatus Krøyer, 1845 - loup denticulé ou loup gélatineux ou loup à tête large
  - Anarhichas lupus Linnaeus, 1758 - loup de l'Atlantique
  - Anarhichas minor Olafsen, 1772 - loup tacheté
  - Anarhichas orientalis Pallas, 1814 - loup de Béring
- Anarrhichthys Ayres, 1855
  - Anarrhichthys ocellatus Ayres, 1855 - poisson loup à ocelles

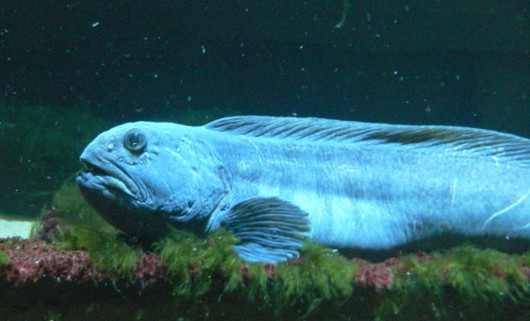
Anarhichas denticulatus
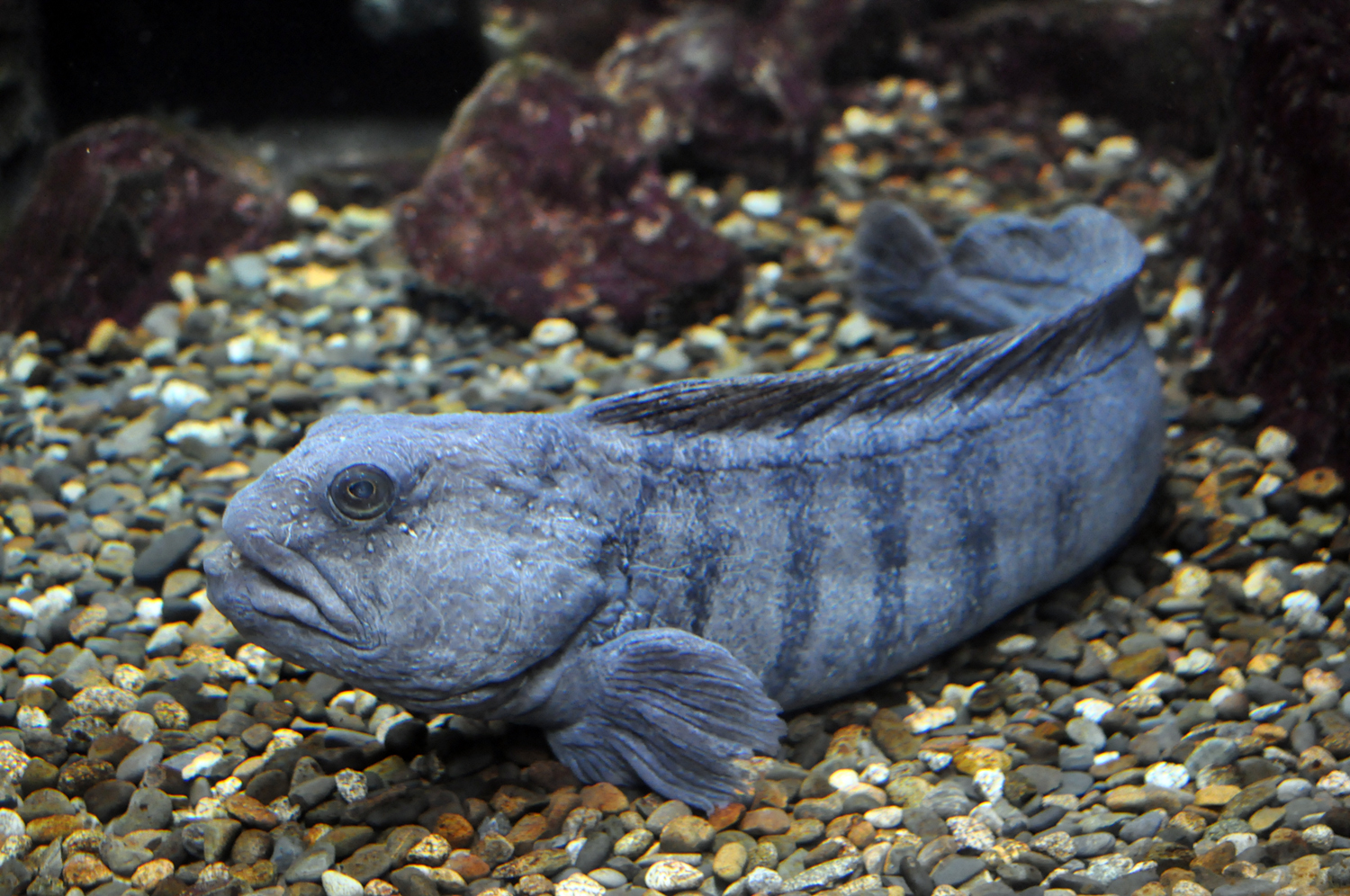
Anarhichas lupus
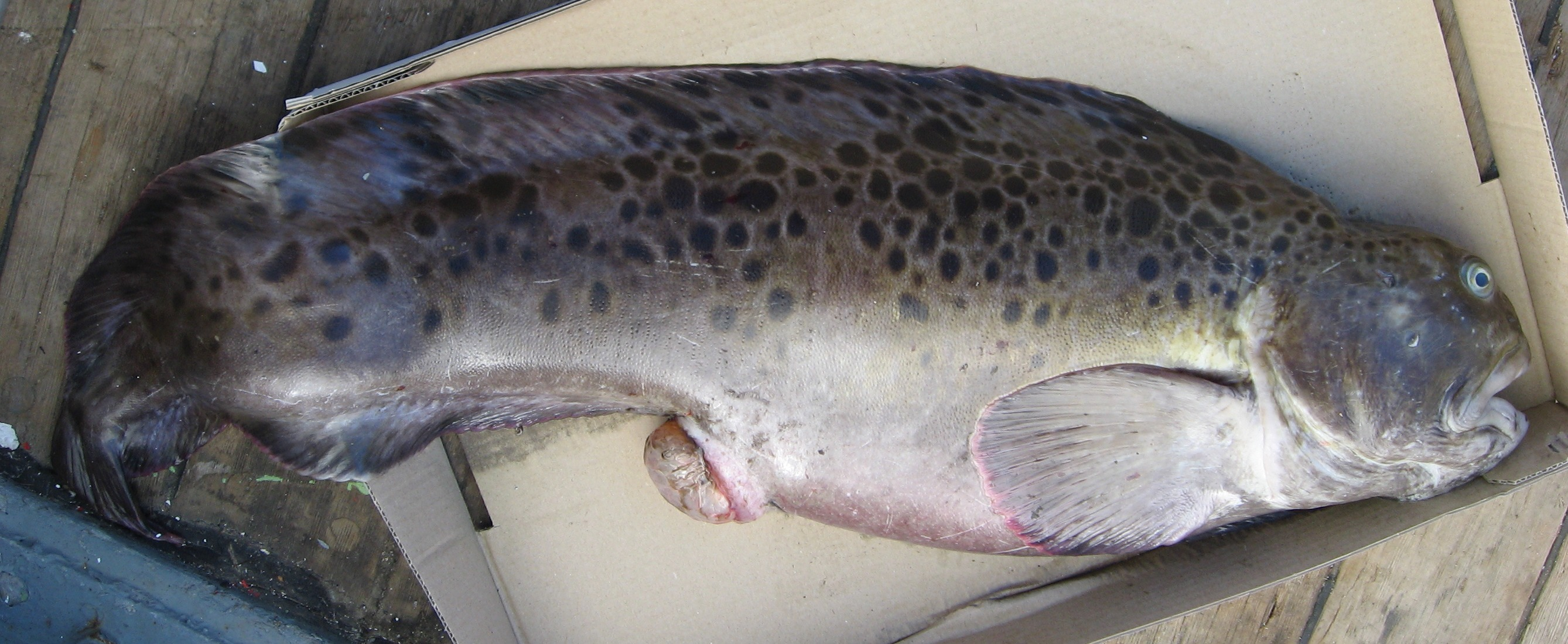
Anarhichas minor
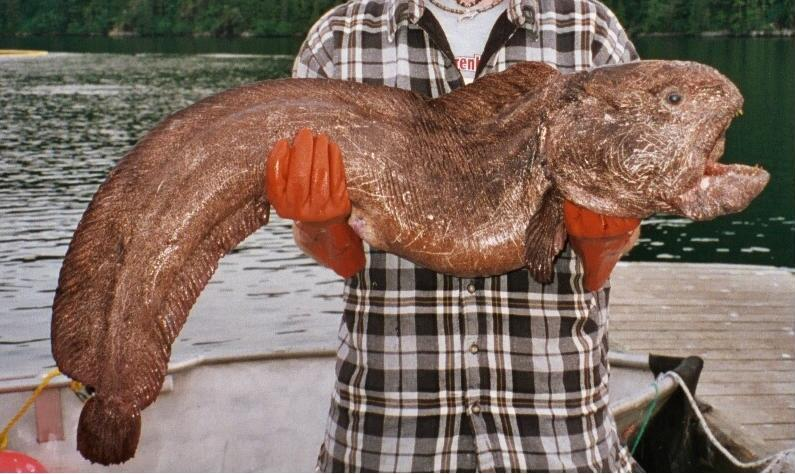
Anarhichas orientalis
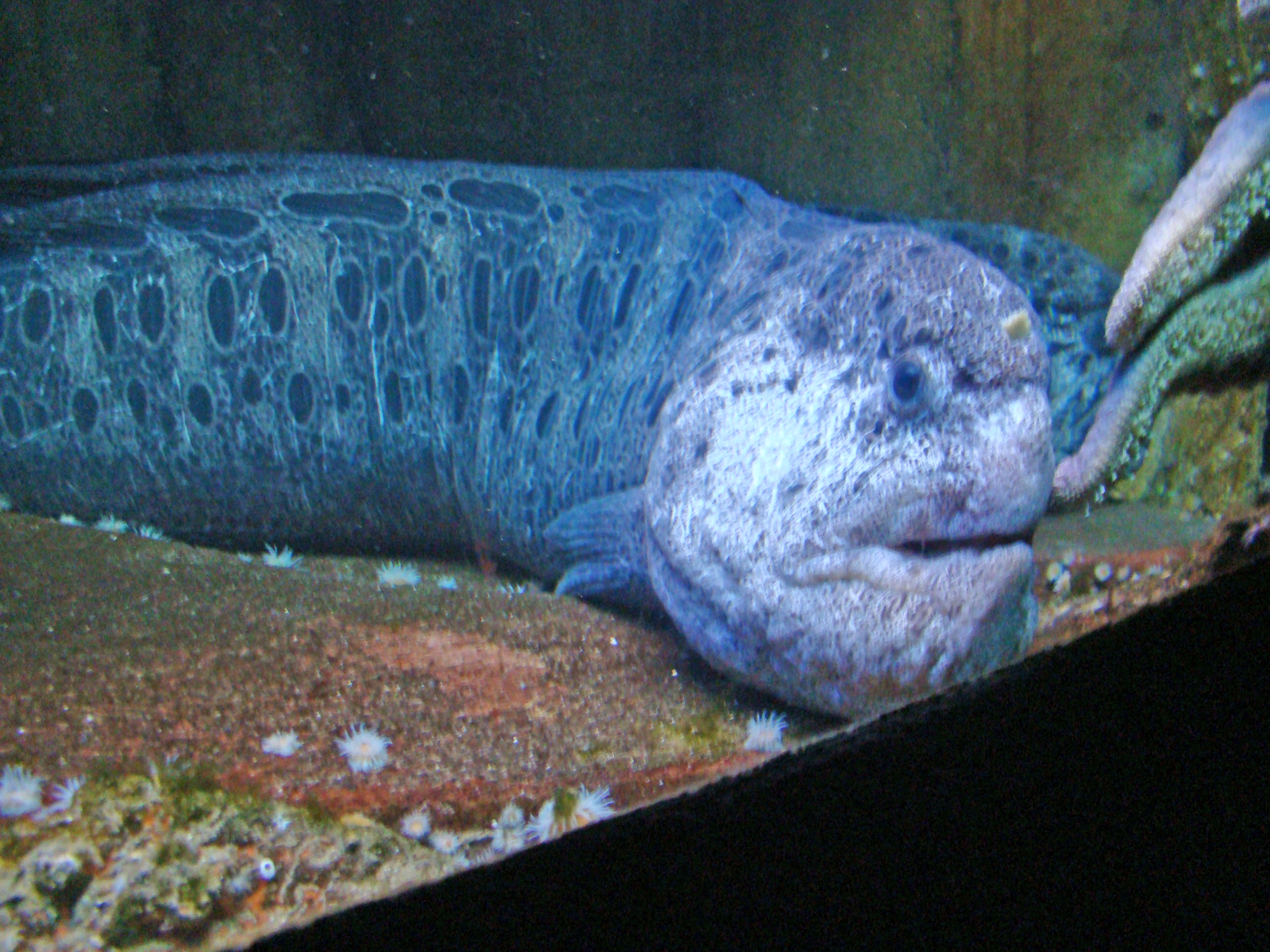
Anarrhichthys ocellatus